# 广视新闻
《广视新闻》，前称《广州新闻》（1988－1994年）、《今日传真》（1994－1996年）和《广州电视新闻》（1996－2009年），于每晚6:00在广州市广播电视台综合频道和移动频道（的士版，巴士版）播出。节目分五节，其中第4节开场会报告广州市区夜间天气预测，第5节后段由体育主播报道体育新闻，节目最后会播出天气预报；除常规报道之外，该节目亦会不定期播放时事评论环节《给我一分钟》。

## 播出媒介
- 广州台综合频道
- 广州台移动频道
- 广视网
- “花城+”手机客户端
- 美国洛杉矶地面数字电视KXLA（英语：KXLA） 44.4 天下卫视粤语二台[5]
- 美国旧金山地面数字电视KCNS 38.2[6] 天下卫视三藩市台[7]

## 新闻主播

《广视新闻》于2015年-2018年2月9日间使用的片头。

- 现任新闻主播：梁志皋、高晞、姚毅鸣、黄晓丹
- 现任体育主播：黄少鹏、李震宇、姚毅鸣、谭弦
- 试用主播：王燕（2010年10月23日）、李欣（2010年10月24日）、赵芍怡（2010年10月30日）
- 前任主播：林曦、尹捷、张小莉、罗莉、唐苑君、张小颖、徐志勋、胡克刚、林刚
- 前任体育主播：辛晓聪
- 搭配主播（与常任主播搭配）：吴诺思、罗洁
- 主播的主持经历：
  - 张小莉：参加1990年第二届美在花城后加入广州电视台，2010年7月31日，最后一次担任《广视新闻》主播，后赴澳洲进修，曾转职澳亚卫视，现已转型经商。
  - 梁志皋：2005年12月由广东电视台过档广州电视台新闻部，担任前线记者，后担任主播、编辑至今。
  - 罗莉：二十世纪90年代后期到2002年担任《广州电视新闻》主播，2011年1月17日至12月底再次担任《广视新闻》主播。2012年离开新闻主播岗位。
  - 高晞：2010年8月起，逐步成为《广视新闻》常任主播之一，2013年起淡出主播岗位，继续担任记者，2015年中期，担任主播至今。
  - 胡克刚：毕业于暨南大学新闻与传播学院，2005至2007年曾于香港亚洲电视及深圳广电集团公共频道工作，担任记者职务，后2007年正式加入广州电视台，担任主播及记者职务，2015年离职，转型房地产行业。
  - 唐苑君：毕业于广州大学新闻与传播学院，2010年代起逐步成为《广视新闻》主播及记者，至2015年2月离职，现已赴新西兰进修。

## 员工
| 广州综合频道新闻节目（新闻中心-新闻部）          | 广州综合频道新闻节目（新闻中心-新闻部） | 广州综合频道新闻节目（新闻中心-新闻部） | 广州综合频道新闻节目（新闻中心-新闻部） | 广州综合频道新闻节目（新闻中心-新闻部） | 广州综合频道新闻节目（新闻中心-新闻部） |
| 管理層                                           | 管理層                                  | 管理層                                  | 管理層                                  | 管理層                                  | 管理層                                  |
| ------------------------------------------------ | --------------------------------------- | --------------------------------------- | --------------------------------------- | --------------------------------------- | --------------------------------------- |
| 管智坚 （台长）                                  | 陈家成 （总编辑）                       | 叶 青 （新闻部主任）                    |                                         |                                         |                                         |
| 广视新闻/午间新闻粤语主播                        |                                         |                                         |                                         |                                         |                                         |
| 林 刚 （已退休）                                 | 梁志皋                                  | 胡克刚 （兼记者、现已离任）4            | 高 晞                                   | 姚毅鸣                                  | 林鹤轩（加入凤凰卫视香港台）            |
| 体育播报                                         |                                         |                                         |                                         |                                         |                                         |
| 辛晓聪 （兼体育记者）1                           | 姚毅鸣 （兼体育记者主播）1、3           | 李震宇 （兼体育记者）1                  | 黄少鹏 （兼体育记者）1                  |                                         |                                         |
| 今日报道主播及主持人                             |                                         |                                         |                                         |                                         |                                         |
| 梁 刚 （主播）                                   | 黄佳殷 （主播）4                        |                                         |                                         |                                         |                                         |
| 高 晞 （新闻配音兼记者）3                        | 赵芍怡 （新闻配音）                     | 吴诺思 （新闻配音）                     |                                         |                                         |                                         |
| 夜间新闻/新闻快讯                                |                                         |                                         |                                         |                                         |                                         |
| 李 欣                                            | 李金玲                                  | 罗洁                                    | 黄佳殷 （兼记者）                       | 高 晞 （新闻配音兼记者）                |                                         |
| 广州早晨                                         |                                         |                                         |                                         |                                         |                                         |
| 林曦                                             | 罗洁 （兼记者）                         | 王燕 （兼记者）                         | 袁泽斌 （兼记者）                       | 徐瑾 （兼记者）                         | 黄晓丹                                  |
| 黄佳殷 （兼记者）                                | 胡克刚 （兼记者）                       |                                         |                                         |                                         |                                         |
| 普语主播                                         |                                         |                                         |                                         |                                         |                                         |
| 高骞                                             | 郑敏                                    | 易鸣                                    | 李杨                                    | 罗丹                                    |                                         |
| 广州广播电视台（电视）新闻中心新闻部新闻记者     |                                         |                                         |                                         |                                         |                                         |
| 马东明 （城管水务）                              | 杨嘉良 （公安交通）                     | 孙 宇                                   | 韦 伟                                   | 李嘉斌                                  | 姚毅鸣                                  |
| 林焯文 （司法）                                  | 郑瀚菁                                  | 陈 诚 （社会）                          | 成 茗                                   | 冼一峰                                  | 郭子桃 （民生新闻）                     |
| 周颖怡 （医疗）                                  | 廖丽怡                                  | 王 晶                                   | 郭 欣 （旅游）                          | 钟兴兴 （交通）                         | 吴嘉薇 （社会人文）                     |
| 利顺有 （文化活动）                              | 廖婧婧 （金融财经）                     | 余 勇 （劳动社保）                      | 董 婷 （经济新闻）                      | 陈碧莹                                  | 谭盛婷 （教育）                         |
| 黄敏莉                                           | 郑玮欣 （教育文化）                     | 辛 文 （记者暗访调查代用名）            | 汪 颖                                   | 肖兆威                                  | 谭瑞珊 （楼市地产）                     |
| 辛晓聪 （文化体育）                              | 李震宇 （体育）                         | 方 华                                   | 朱凯东 （时政新闻）                     | 唐晓彤                                  | 谭耿彬 （时政新闻）                     |
| 徐瑾 （兼主播）                                  | 胡晓燕 （政法新闻）                     | 邝家威 （体育）                         | 李 琳                                   | 李伊楠                                  | 李仲儒 （突发报料）                     |
| 吴诺思3、4                                       | 温煜昊                                  | 邹志东 （娱乐）                         | 甘锦文                                  | 李 欣                                   |                                         |
| 广州广播电视台（电视）新闻中心新闻部实习记者     |                                         |                                         |                                         |                                         |                                         |
| 金以宁                                           | 江 哲                                   |                                         |                                         |                                         |                                         |
| 广州广播电视台（电视）新闻中心新闻部外电编辑     |                                         |                                         |                                         |                                         |                                         |
| 敖康达                                           | 黄晓丹                                  | 李慧盈                                  | 冯 芸                                   |                                         |                                         |
| 广州广播电视台（电视）新闻中心新闻部国内新闻编辑 |                                         |                                         |                                         |                                         |                                         |
| 罗伟杰                                           | 吕方晓                                  | 王玉婷                                  | 何盛杰                                  | 沈 妍                                   | 许浩荣                                  |
| 郭 园                                            |                                         |                                         |                                         |                                         |                                         |
| 广州综合频道新闻编审                             |                                         |                                         |                                         |                                         |                                         |
| 郑 瑾                                            | 吴海青                                  | 许 峰                                   | 刘 谦 （新闻部副主任）                  | 梁金汉                                  |                                         |
| 广州综合频道新闻节目前主播、记者、编辑           |                                         |                                         |                                         |                                         |                                         |
| 田园                                             | 曾毅铭                                  | 陈保强 （编辑）                         | 许子东                                  | 谭伟新 （新闻部前主任）                 | 董荷冬                                  |
| 曹思珺                                           | 史跃峰 （编辑）                         | 翟 佳                                   | 李晓光 （现经济频道执行副总监）         | 伍定寰 （新闻部主任助理）               | 区凯彤                                  |
| 梁嘉业                                           | 施红涛 （现广州少儿频道负责人）         | 徐 斌                                   | 谢 瑛                                   | 吕朝晖                                  | 胡筱戈                                  |
| 姚杰山                                           | 廖碧容                                  | 钟 勇                                   | 李 斌 （现“东方卫视”驻广州记者）        | 钟 波                                   | 曾毅铭                                  |
| 张小莉 （任职广东广播电视台）                    | 罗莉 （主持《至经济》）                 | 尹捷 （广州英语频道总监）               | 裘丽霞 （任职重庆卫视）                 | 马 耘                                   | 李晓路                                  |
| 梁 京                                            | 徐志勋                                  | 唐苑君                                  |                                         |                                         |                                         |

注：1为广视新闻的体育主播；2为同时担任直播广州主播；3为今日报道主播；4为同时兼任主播和记者